# Комельков, Александр Сергеевич
Александр Сергеевич Комельков (род. 1996) — российский баянист.

## Биография
Заниматься игрой на баяне начал в 2005 году в музыкальной школе.
С 2012 года стал обучаться в Вологодском областном колледже искусств (класс преподавателя В. М. Наумова).
Чемпион мира 2014 года среди юниоров,[что?] обладатель 1 места в мировом рейтинге исполнителей на баяне и аккордеоне среди юниоров, лауреат 16-ти международных конкурсов.
На проходившем с 6 по 11 октября 2015 года в Турку (Финляндия), Международном конкурсе баянистов и аккордеонистов «Кубок мира-2015» (ежегодное соревнование исполнителей на баяне и аккордеоне, проводящееся Международной конфедерацией аккордеонистов занял I место в категории «Masters» (исполнители до 35 лет).
На проходившем в Мартиньи (Швейцария) с 20 по 25 октября 2015 года 65-м Международном конкурсе «Трофей мира» занял 1 место.